# ボーグ・スフィア
ボーグ・スフィア（Borg sphere）はアメリカのSFドラマ『スタートレック』シリーズに登場するボーグ集合体所属宇宙艦の艦種。

## 概要
外見は直径600mの球体。通常ワープの約20倍の速度で航行可能なトランスワープ・ドライブを搭載しているものもある。
機能や構造はボーグ・キューブと同様だが、単独でタイムトラベル可能なシステムを搭載しているものもある（ST8）。キューブと比較して耐久力が低く、2373年に地球へ侵攻したスフィアは量子魚雷4発で撃沈された。
ディスラプタータレット、中性子魚雷、防御スクリーン、トラクタービームで武装。船体は融除装甲仕様になっている。